# Fania Lewando
Fania Lewando z domu Fiszelewicz, jid. פאַנני לעװאַנדאָ (ur. 1887/1888 we Włocławku, zm. 1941) – polsko-żydowska restauratorka, autorka książki kucharskiej dla wegetarian pod tytułem Wegetariańsko-dietetyczna książka kucharska. 400 przepisów przygotowanych wyłącznie z warzyw.
Urodziła się we Włocławku jako jedno z sześciorga dzieci sprzedawcy ryb Haima Efraima Fiszelewicza oraz Estery Malki z domu Stulzaft; źródła jako datę urodzenia Fani Lewando podają 1887 lub 1888 rok. Wyszła za mąż za pochodzącego z terenu Białorusi Lazara Lewando, który zajmował się handlem jajami. Małżeństwo planowało emigrację do USA, do której nie doszło, z powodu stanu zdrowia Lazara. Niegojące się rany jego nogi uniemożliwiły uzyskanie wizy.
Lewandowie w latach 20. XX w. osiedlili się w Wilnie, gdzie prowadzili (Lazar jako właściciel, Fania jako szefowa kuchni) restaurację „Dietojarska Jadłodajnia” przy ul. Niemieckiej 14 (obecnie lit. Vokiečių gatvė). W lokalu gościli artyści – literaci i plastycy (w tym Marc Chagall), którym oferowano wegetariańskie potrawy kuchni Żydów aszkenazyjskich. Fania Lewando założyła i prowadziła w Wilnie szkołę gotowania dla gospodyń domowych.
Żydowskie jadłodajnie wegetariańskie nie należały wówczas do rzadkości, co wynikało z przyczyn ekonomicznych – wymóg zachowania koszerności znacząco podnosił koszty podawania dań mięsnych. Lokal Fani Lewando wyróżniał się jednak na ich tle dostosowaniem do wymagań zamożnych klientów, ona sama uznawała zaś dietę bezmięsną za lepszą oraz apelowała, aby nie postrzegać takiego sposobu odżywiania jako oznaki biedy.
Lewandowa była szefową kuchni koszernej również na transatlantyku MS Batory na trasie Gdynia–Nowy Jork.
Jest autorką książki kucharskiej w języku jidysz Wegetariańsko-dietetyczna książka kucharska. 400 przepisów przygotowanych wyłącznie z warzyw (jid. Vegetarisch-Dietischer Kochbuch. 400 Speiser Gemach Oisshlishlech fun Grinsen; wyd. 1937/38); w przedmowie do publikacji Lewando przekonywała, że wegetarianizm jest zgodny z duchem judaizmu. Książka uchodziła za utraconą; ostatecznie udało się ją odnaleźć, a w 2015 roku ukazał się jej przekład na język angielski. Polskojęzyczna Dietojarska kuchnia żydowska, wydana w 2020 roku, zawiera 80 wybranych przepisów z książki Fani Lewando tłumaczonych bezpośrednio z jidysz.

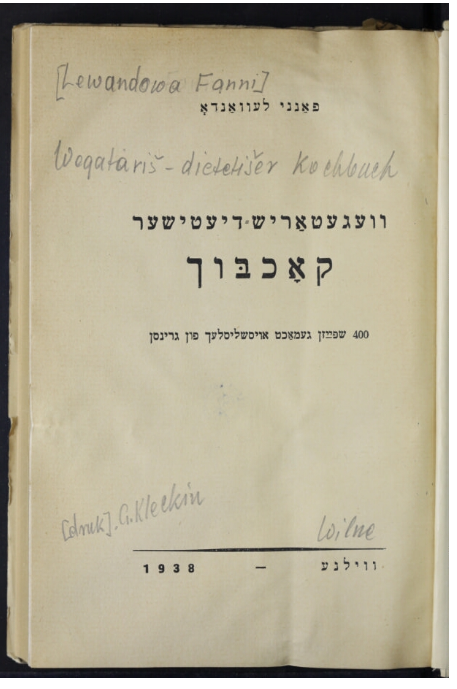
Strona tytułowa „Wegetariańsko-dietetycznej książki kucharskiej”

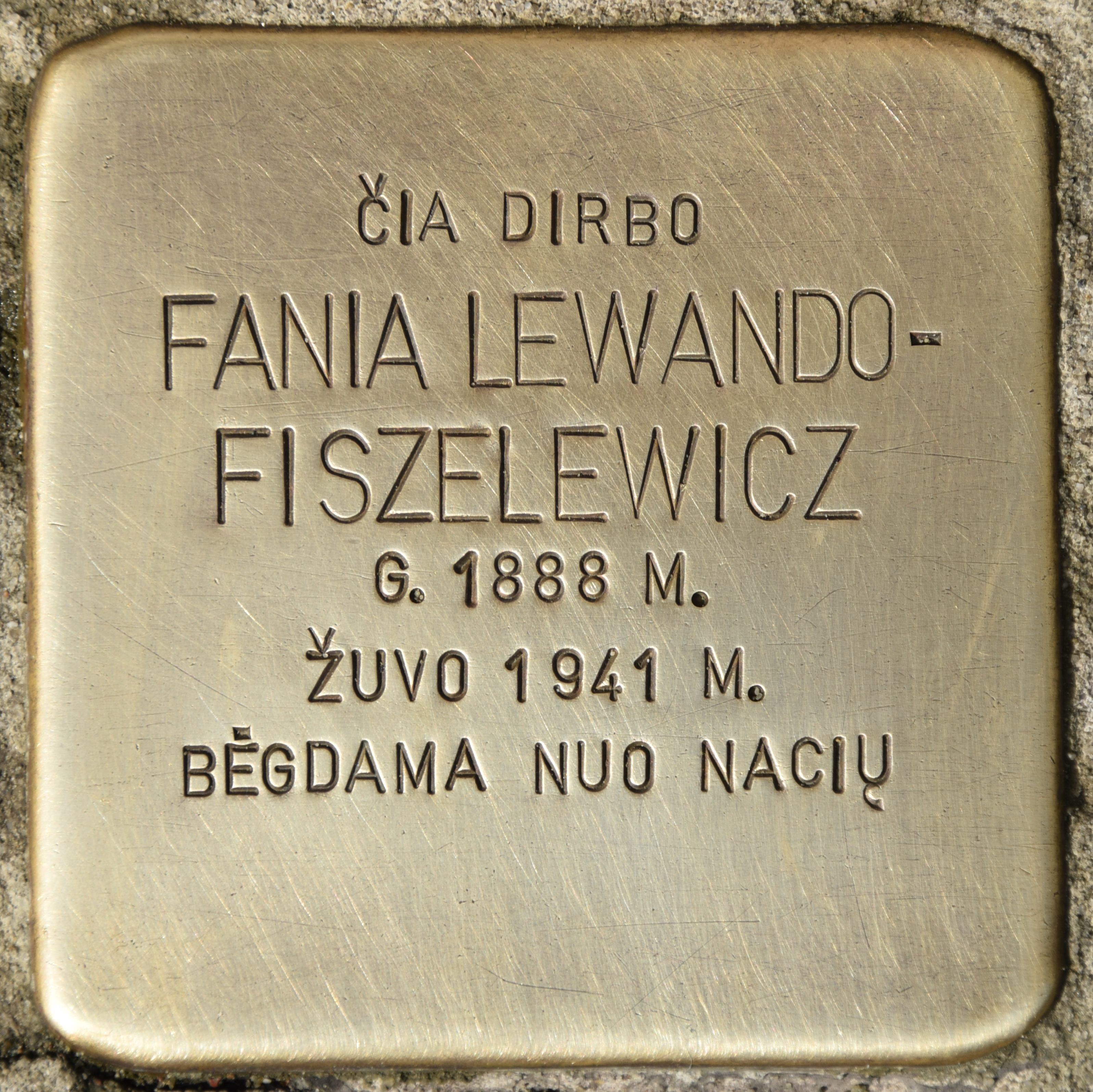
Stolperstein z napisem (tłum.) Tutaj pracowała Fania Lewando-Fiszelewicz urodzona 1888 r., zmarła w 1941 r. Uciekła przed nazistami

Dokładne okoliczności śmierci Fani Lewando nie są znane; najprawdopodobniej zginęła podczas próby wydostania się z  zajętego przez Niemców Wilna w 1941 roku. W Wilnie znajduje się Stolperstein upamiętniający jej osobę.